# Francia en los Juegos Olímpicos de Garmisch-Partenkirchen 1936
Francia estuvo representada en los Juegos Olímpicos de Garmisch-Partenkirchen 1936 por un total de 28 deportistas que compitieron en 4 deportes.  

## Medallistas
El equipo olímpico francés obtuvo las siguientes medallas:
| Nombre       | Deporte      | Competición |
| ------------ | ------------ | ----------- |
| Oro          |              |             |
| —            |              |             |
| Plata        |              |             |
| —            |              |             |
| Bronce       |              |             |
| Émile Allais | Esquí alpino | Combinada M |